# Ентерпрајз (Орегон)
Ентерпрајз (енгл. Enterprise) град је у америчкој савезној држави Орегон.

## Демографија
По попису из 2010. године број становника је 1.940, што је 45 (2,4%) становника више него 2000. године.
| Група             | 2000.         | 2010.         |
| Белци             | 1.820 (96,0%) | 1.819 (93,8%) |
| Афроамериканци    | 1 (0,1%)      | 5 (0,3%)      |
| Азијати           | 6 (0,3%)      | 9 (0,5%)      |
| Хиспаноамериканци | 31 (1,6%)     | 60 (3,1%)     |
| Укупно            | 1.895         | 1.940         |